# Marija Škaričić
Marija Škaričić (ur. 6 sierpnia 1977 w Splicie) – chorwacka aktorka.
Za rolę Mare w filmie Majka asfalta otrzymała Złotą Arenę na Festiwalu Filmowym w Puli.

## Filmografia
- 2005: Što je muškarac bez brkova? jako Ljubica
- 2006: Das Fräulein jako Ana
- 2010: Majka asfalta jako Mare
- 2013: Ojciec Szpiler jako Marta